# براين كرانستون
براين لي كرانستون (ولد في 7 مارس 1956) ممثل وكاتب ومخرج أمريكي شارك في العديد من الأعمال السينمائية والتليفزيونية مثل ساينفيلد، معروف أكثر بدور الوالد «هال» في المسلسل الكوميدي مالكوم في الوسط ودوره في المسلسل الدرامي اختلال ضال حيث جسد شخصية والتر وايت.
سطع نجم براين كرانستون من خلال مسلسل اختلال ضال الذي تلقى إشادة هائلة من النقاد وأصبح ذو قاعدة جماهيرية كبيرة، وحاز كرانستون بفضله على 4 جوائز ايمي عن فئة أفضل ممثل رئيسي عن دوره في المسلسل لثلاث أعوام متتالية (من 2008 إلى 2010 وفي 2014)، كما حاز على جائزة الغولدن غلوب لأفضل ممثل رئيسي في 2014 بعد أن تم ترشيحه ثلاثة مرات سابقا، وقبل ذلك رشح عن دوره في مالكوم في الوسط. كرانستون أخرج بعض الحلقات من مالكوم في الوسط وحلقتين من اختلال ضال بالإضافة إلى الكتابة والإنتاج. شارك كرانستون في عدة أفلام حازت على اشادات نقدية عالية مثل إنقاذ الجندي رايان و‌ملكة جمال أطفال سنشاين و‌آرجَو، كما قدّم أداءات صوتية في أفلام مدغشقر 3: أكثر المطلوبين في أوروبا وكونغ فو باندا 3 وجزيرة الكلاب.
في عام 2013 تم اختيار براين كرانستون ضمن قائمة أفضل 100 شخصية مؤثرة في العالم من قبل مجلة التايم الأمريكية

## حياته
ولد براين كرانستون في ولاية كاليفورنيا وعاش في منطقة لوس انجلوس. درس علوم بوليسية في الجامعة. متزوج من روبن ديردن والتي قابلها في تصوير مسلسل اير وولف. لديهم ابنة تايلور ديردن ولدت عام 1993. كرانستون كان متزوج من الكاتبة ميكي ميدلتون.
قال كرانستون إنه استلهم أداءه لشخصية والتر وايت من والده الحقيقي الذي كان يصف حالته الجسدية المترنحة وكأنه «يحمل العالم على أكتافه» من شدّة همومه. بعد رحيل والده، ساعد جداه من جهة أمه في تربيته في مزرعة دواجن في مدينة يوكايبا، كاليفورنيا.

## أعماله

### أفلام
| سنة  | الفيلم                                         | دور                    | ملاحظات                            |
| ---- | ---------------------------------------------- | ---------------------- | ---------------------------------- |
| 1987 | Royal Space Force: The Wings of Honneamise     | ماتي تون               | الدبلجة الإنكليزية للفيلم الياباني |
| 1987 | Amazon Women on the Moon                       | المسعف الأول           |                                    |
| 1987 | Ramayana: The Legend of Prince Rama            | رام                    | دبلجة إنكليزية                     |
| 1988 | The Big Turnaround                             | جيم                    |                                    |
| 1990 | Corporate Affairs                              | دارين                  |                                    |
| 1991 | Dead Space                                     | داردن                  |                                    |
| 1994 | Erotique                                       | الدكتور روبرت ستيرن    |                                    |
| 1994 | Clean Slate                                    | مسؤول النادي           |                                    |
| 1994 | Macross Plus                                   | إسامو ألفا دايسون      | دبلجة إنكليزية                     |
| 1994 | The Companion                                  | آلان                   |                                    |
| 1996 | Time Under Fire                                | برادوك                 |                                    |
| 1996 | That Thing You Do!                             | فيرجيل 'جوس' جريسوم    |                                    |
| 1996 | Street Corner Justice                          | الأب بروفي             |                                    |
| 1997 | Strategic Command ‏                             | فيل هيرتزبيرغ          |                                    |
| 1998 | Saving Private Ryan                            | العقيد في وزارة الحرب  |                                    |
| 1999 | Last Chance                                    | لانس                   | كاتب ومخرج ومنتج                   |
| 2000 | The Big Thing                                  | روبرتو مونتلبان        |                                    |
| 2000 | Terror Tract                                   | رون غاتلي              |                                    |
| 2004 | Seeing Other People                            | بيتر                   |                                    |
| 2004 | Illusion                                       | ديفيد                  |                                    |
| 2005 | Magnificent Desolation: Walking on the Moon 3D | بز ألدرن               |                                    |
| 2006 | Little Miss Sunshine                           | ستان غروسمان           |                                    |
| 2006 | Intellectual Property                          | مقدم البرنامج          |                                    |
| 2007 | Hard Four                                      | Bryce Baxter           |                                    |
| 2010 | Love Ranch                                     | James Pettis           |                                    |
| 2011 | محامي اللينكولن                                | المحقق انكفورد         |                                    |
| 2011 | Drive                                          | شانون                  |                                    |
| 2011 | Detachment                                     | ريتشارد ديردين         |                                    |
| 2011 | Leave                                          | إليوت                  |                                    |
| 2011 | Larry Crowne                                   | العميد                 |                                    |
| 2011 | Batman: Year One                               | جيمس غوردون            | صوت                                |
| 2011 | Contagion                                      | هاغرتي                 |                                    |
| 2012 | John Carter                                    | العقيد باول            |                                    |
| 2012 | Red Tails                                      | الرائد وليام مورتاميوز |                                    |
| 2012 | Madagascar 3: Europe's Most Wanted             | فيتالي                 | صوت                                |
| 2012 | Rock of Ages                                   | العمدة مايك ايتمور     |                                    |
| 2012 | Total Recall                                   | فايلوس كوهاغين         |                                    |
| 2012 | Argo                                           | جاك أودونيل            |                                    |
| 2013 | Cold Comes the Night                           | توبو                   |                                    |
| 2014 | غودزيلا                                        | جو فورد                |                                    |
| 2015 | Kung Fu Panda 3                                | يعلن لاحقاً             | صوت قيد التطوير                    |
| 2018 | جزيرة الكلاب                                   | شيف                    |                                    |

### تلفزيون
| سنة       | عنوان                 | الدور         | ملاحظات |
| --------- | --------------------- | ------------- | --- |
| 2000–2006 | Malcolm in the Middle | هال           | 151 حلقة ترشح - جائزة الايمي لأفضل ممثل مساعد في مسلسل كوميدي (2002، 2003، 2006) ترشح - جائزة الغولدن غلوب لأفضل ممثل مساعد في مسلسل أو مسلسل قصير أو فيلم تلفزيوني (2003) ترشح - جائزة ستالايت لأفضل ممثل في مسلسل تلفزيوني موسيقي أو كوميدي |
| 2008–2013 | Breaking Bad          | والتر وايت    | 62 حلقة جائزة الغولدن غلوب لأفضل ممثل في مسلسل دراما (2014) جائزة الايمي لأفضل ممثل رئيسي في مسلسل دراما (2008، 2009، 2010، 2014) جائزة الايمي لأفضل مسلسل دراما (منتج، 2013، 2014) جائزة اختيار النقاد التلفزيون لأفضل ممثل دارما (2012، 2013) جائزة ستالايت لأفضل ممثل في مسلسل تلفزيوني دراما (2008، 2009، 2010) جائزة زحل لأفضل ممثل على التلفزيون (2012، 2013) جائزة نقابة ممثلي الشاشة لأفضل أداء لممثل في مسلسل دراما (2013) ترشح - جائزة الايمي لأفضل مسلسل دراما (منتج، 2012) ترشح - جائزة الغولدن غلوب لأفضل ممثل في مسلسل دراما (2011، 2012، 2013) ترشح - جائزة ستالايت لأفضل ممثل في مسلسل تلفزيوني دراما (2011، 2012، 2014) ترشح - جائزة زحل لأفضل ممثل على التلفزيون (2009، 2010، 2011) ترشح - جائزة نقابة ممثلي الشاشة لأفضل أداء لممثل في مسلسل دراما (2010، 2011، 2012) |
| 2020      | Your Honor            | مايكل ديسياتو | |

## روابط خارجية
- براين كرانستون على موقع IMDb (الإنجليزية)
- براين كرانستون على موقع الموسوعة البريطانية (الإنجليزية)
- براين كرانستون على موقع روتن توميتوز (الإنجليزية)
- براين كرانستون على موقع مونزينجر (الألمانية)
- براين كرانستون على موقع ألو سيني (الفرنسية)
- براين كرانستون على موقع تيرنر كلاسيك موفيز (الإنجليزية)
- براين كرانستون على موقع أول موفي (الإنجليزية)
- براين كرانستون على موقع بوكس أوفيس موجو (الإنجليزية)
- براين كرانستون على موقع قاعدة بيانات برودواي على الإنترنت (الإنجليزية)
- براين كرانستون على موقع قاعدة بيانات الأفلام السويدية (السويدية)